# Aiguille du Midi
Aiguille du Midi är ett berg med en klippspira på 3 842 meters höjd i Mont Blancmassivet i de franska Alperna.
Kabinbanan som går från staden Chamonix rakt nedanför, och upp till toppen heter Téléphérique de l'Aiguille du Midi. Banan byggdes 1955 och var under många år den högst gående kabinbanan i världen. Än idag håller den världsrekordet i vertikal stigning, från 1 035 till 3 842 m ö.h. Resan från Chamonix till toppen tar cirka 20 minuter. På toppen finns förutom en plattform med panoramautsikt, även ett kafé och en souvenirbutik.
Sommartid går även en kabinbana från toppen och över Glacier de Geant till Point Helbronner (3 452 m) på den italienska sidan av Mont Blanc-massivet. Därifrån kan man sedan ta sig vidare till Courmayeur i Italien.
Namnet "Aiguille du Midi" blir i översättning "middagsnålen", för att vid middagstid så ligger solen rakt över toppen, när man tittar upp från Chamonix.

## Galleri

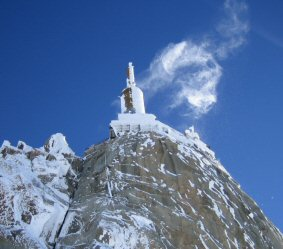
Aiguille du Midis klippspira
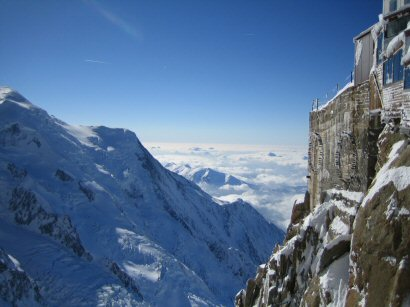
Mont Blanc och delar av Aiguille
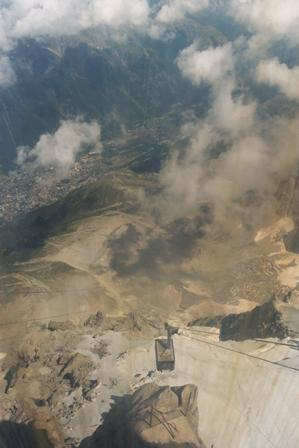
Nerfärd med Téléphérique de l'Aiguille du Midi mot Chamonix
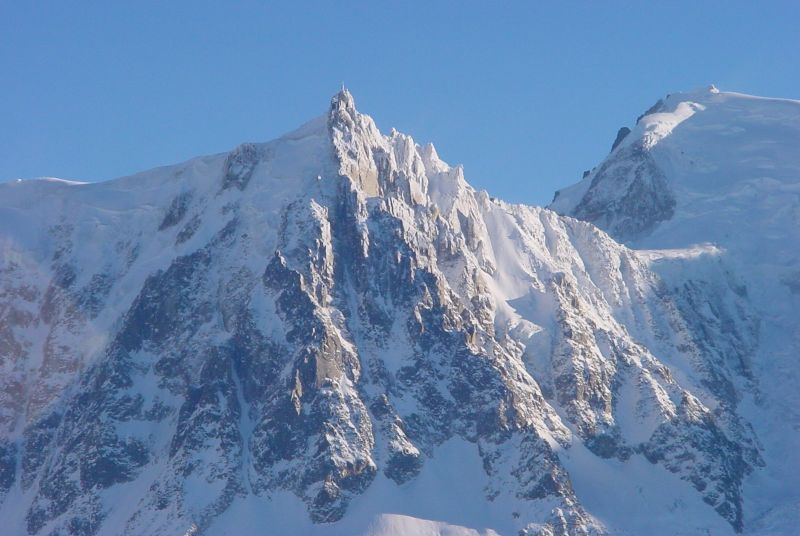
Norra sidan av Aiguille du Midi på vintern
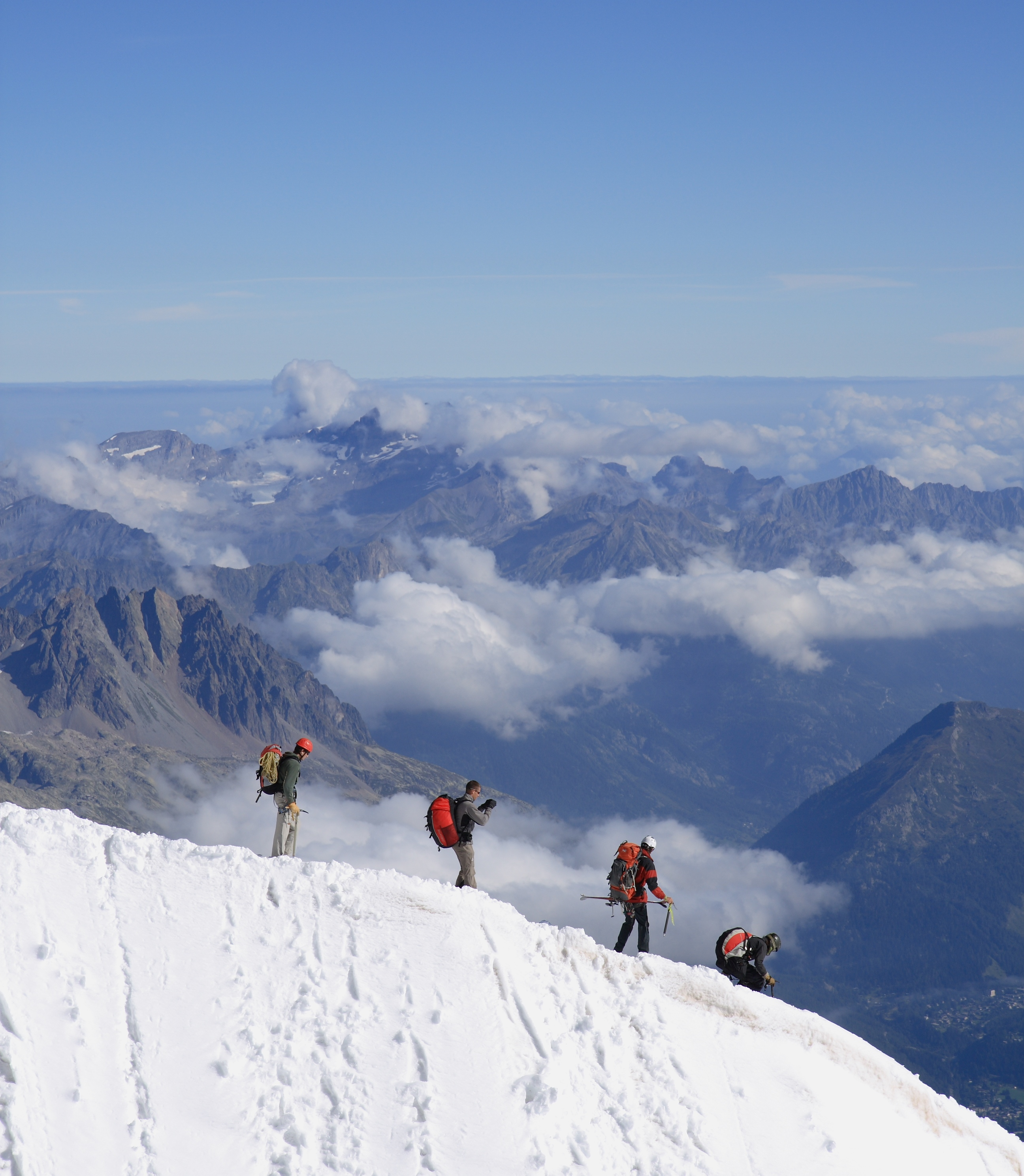
Fyra alpinister vid bergstoppen Aiguille du Midi
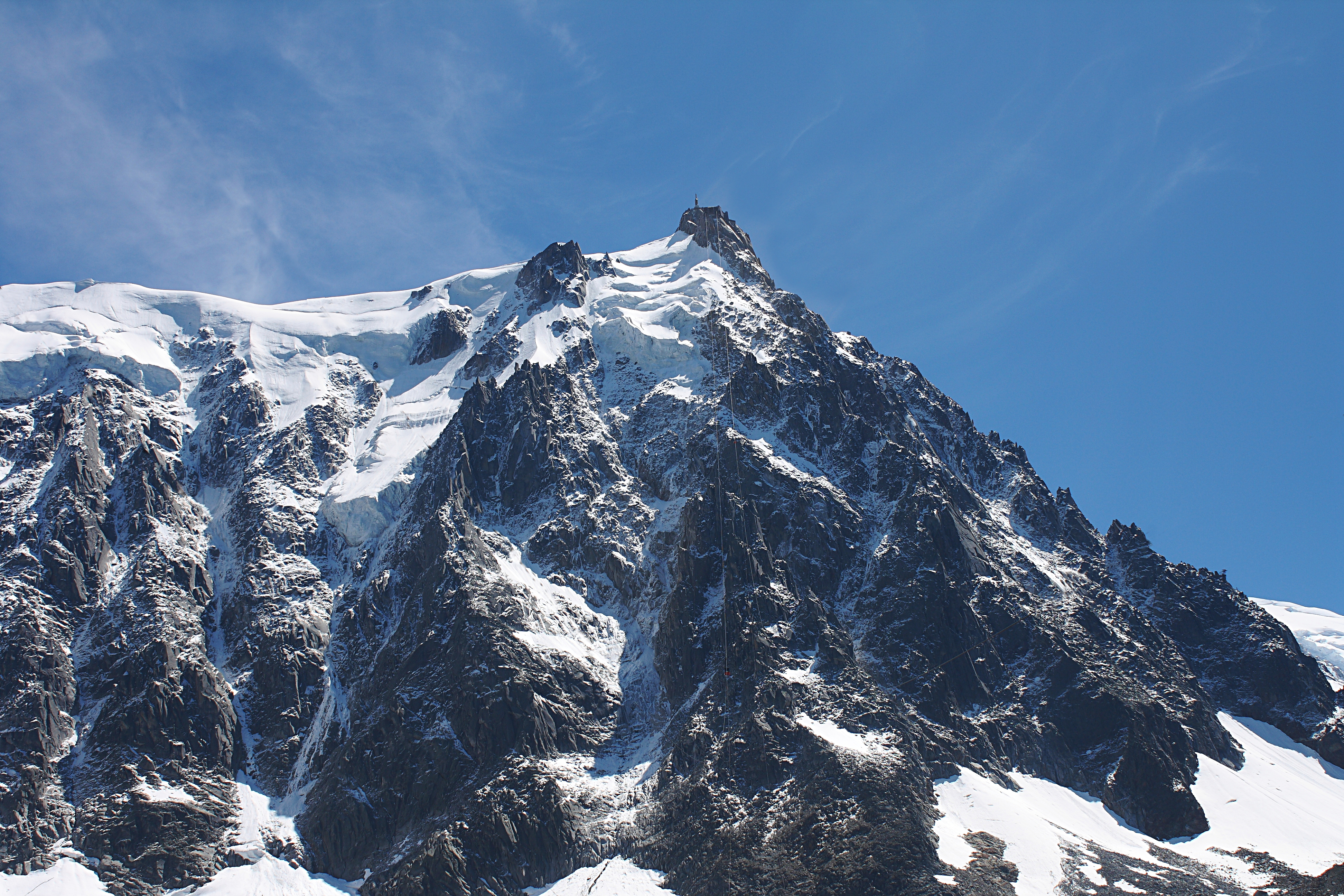